# 発機丸
発機丸（はっきまる）は加賀藩の蒸気船、洋式軍艦。
ペリー来航に次いで大船建造が解禁され、藩内でも軍艦が必要であるとの意見が出されるも、加賀藩での洋式軍艦購入が具体化してくるのは文久になってからであった。文久元年6月に能登半島沖に異国船が現れたことなどから藩内の危機意識は高まり、文久2年6月には近々ある将軍家茂の上洛の際に軍艦が求められるかもしれないとして藩主前田斉泰は軍艦入手について検討するよう命じた。同年9月には乗員養成のため江戸の軍艦操練所への入学志願者が募集された。12月、加賀藩は横浜で蒸気軍艦を購入し、「発機丸」と命名した。購入価格は65000両（10万ドル）であった。
「発機丸」の原名は「City of Hankow」。1858年、またはイギリスのグリーノックで1861年に建造の鉄製蒸気スクリュー船で、総トン数250トン、全長17間（48.6メートル）、幅4間（7.2メートル）、機関出力75馬力であった。トン数241トンとも。「発機丸」には2段膨張機関が搭載されていた。また、ボイラーは円筒形ボイラー、復水器は表面復水器であったと思われる。これらはいずれも当時最新のものであり、そのことが「発機丸」での故障頻発に繋がったものと考えられる。帆装はスクーナー形。「発機丸」の兵装の詳細は不明である。
「発機丸」は関沢孝三郎らによって回航され、文久3年3月17日に宮腰沖に現れた。しかし高波のため19日まで入港できず、17日と18日に訪れた年寄本多政和や斉泰、慶寧は「発機丸」を視察できなかった。斉泰と慶寧が「発機丸」を視察できたのは5月21日のことであった。
同年11月6日、幕府より将軍上洛に伴い加賀藩の蒸気船1隻を借り上げるので品川へ廻航するよう命じられる。この時までに「発機丸」ではシリンダーの蓋が錆びて外れなくなったり、ボイラー内部で水漏れが発生していたが、それらの修理はできていなかった。12月2日、「発機丸」は七尾所口より箱館へ向け出航した。艦将は岡田雄次郎と安井和介であった。航海は最初は順調であったが、次第に強風となり、マルセールが避け、機関のスクリューボルトが折損。4日午後、機関修理のため舟川港に入港した。同地の鍛冶屋には螺子を作るための道具はなかったため作業には時間を要し、螺子ができたのは12月14日であった。同日「発機丸」は舟川を出港したが、すぐに蒸気漏れが発生し、螺子の巻き直しが必要となった。そのあとは問題もなく、12月16日に箱館に着いた。箱館では石炭と飲料水の供給を受け、またマルセールが売りに出されていたため購入し装着した。12月19日、箱館出港。翌日、天候悪化により南部藩鍬ヶ崎に入港した。12月23日、天候が回復したため出港。しかし、機関の状態は次第に悪化していった。12月24日、逆風のため小渕に入港した。この頃には逆風では航行できなくなっていたようである。翌日出港したが、夜には海は大荒れとなり、機関が不調をきたして一時停止と修理が必要になった。機関の不調はその後も続き、12月26日夜には強風でマルセールが再び裂けた。12月27日、「発機丸」は品川に到着した。
「発機丸」到着の翌日に将軍家茂の乗る「翔鶴丸」および随行船は出航したが、「発機丸」はボイラーの蒸気漏れのため随行できなかった。上洛の後御用を任された「発機丸」は、修理を終えると勘定奉行松平康直らを乗せ、家茂が朝廷へ献上する品などを積んで文久4年1月5日に出航。夜になると強い西風となったため、遠州灘の航行は不可能と判断して下田に入港した。下田には他船も退避しており、帆船はいつ出航できるかわからないため「千代田形」の船将から依頼されて同船から「発機丸」へ御膳水23樽が移された。1月7日、下田出港。西へ向かうが遠州横須賀沖で再び強い西風にあい、下田方面へ引き返す。その後風は弱まり、針路を西に戻した。1月8日、志摩国的屋に入港した。航海中乗船していた幕臣たちは船酔いで苦しんでおり、的屋への寄港はそのことも理由となっている。「発機丸」は1月12日に出港し、13日に兵庫に到着した。以後、約4か月間兵庫沖に留まる。
元治元年5月16日、家茂は帰途に就く。家茂の乗る「翔鶴丸」に「発機丸」他6隻が随行した。8隻は2隊に分かれ、「発機丸」は「翔鶴丸」、「長崎丸」、「大鵬丸」と同じ隊となった。翌日、「発機丸」は大島港に入港。そこにはすでに「長崎丸」が到着しており、「翔鶴丸」も遅れて串本港に入港した。同日3隻は出航し、浦上に入港。そこからの出港はいつでもよいとの指示により「発機丸」は同日夜に「翔鶴丸」より先に出港し、5月19日深夜に浦賀に到着した。航海の最後のところでボイラーが破損したため、品川へは他船より遅れての到着となった。
5月28日に機関の修理を終えると「発機丸」は6月5日から大坂への輸送任務に従事した。積み荷は大砲車4両、合薬箱8箱などで、京都の尊王攘夷派対策用のものであった。この時も機関は故障し、修理のために5日から10日まで浦賀に留まっている。続いて長州征討に参加する。まず越前藩の要望により「発機丸」は松平茂昭を豊前へ運んだ。それから「発機丸」は藩兵約150名を大坂から芸州江波村へ輸送した。
元治2年初めに「発機丸」は機関の大故障を起こし、長崎製鉄所で修理を行うことになった。軍艦奉行であった金谷与十郎が艦将に任じられ、修理方御用を任された。「発機丸」は5月2日に長崎港に到着した。「発機丸」を見たカール・レーマンによれば、ボイラーを陸揚げして修理すれば5から6年はもつが、艦内での修理では1年程度で再び故障するとのことで、乗組員の多数派の意見に従って陸揚げ修理を依頼することになった。しかし、ボイラーの吊り上げ作業は不手際があって遅れ、閏5月27日に吊り上げが開始されたが、綱が切れてボイラーが落下した。そのようなことで乗組員たちの不安が高まる中、6月2日に持ち船によるボイラー陸揚げを依頼されたイギリス人グラバーらがやって来た。その中には「発機丸」建造に関わったものが降り、彼らが言うには、「発機丸」のボイラーは新式で造船所のオランダ人も見たことはないだろうし、また陸揚げ修理という方針も行われた作業も適切ではないということであった。金谷らはこの意見を尤もだと思ったが、話し合いが行われた結果、もう一度だけ陸揚げ作業を試みることとなった。だが、イギリス船による吊り上げも2度失敗。それにもかかわらずイギリス人は作業を続行しようとしたが、金谷の抗議により吊り上げは中止となった。その後グラバーは「発機丸」の買い替えを提案している。結局、「発機丸」の修理はポルトガル領事のロレイロに依頼され、上海で行われた。
慶応4年に新政府によって藩有艦の調査が行われており、加賀藩の届け出の中に「錫懐丸（しゃっかいまる）」という明らかに「発機丸」と同一である船がある。
戊辰戦争では「錫懐丸」は輸送任務に従事したが、悪天婚でボイラーを損傷し任務遂行不可能となった。その後は半官半民の商社に属し、明治4年に粟崎の豪商木谷藤十郎らに払い下げられた。その後は郵便蒸気船会社に売却、政府買い上げを経て、郵便汽船三菱会社所属となる。1878年に「芳野丸」と改名され、1885年には合併により日本郵船所属となった。最後は礼文島の昆布運搬船となって明治34年に解体された。